# Calliscelio dulcis
Calliscelio dulcis är en stekelart som först beskrevs av Alan Parkhurst Dodd 1914.  Calliscelio dulcis ingår i släktet Calliscelio och familjen Scelionidae. Inga underarter finns listade.